# Kreis Meschede
Der Kreis Meschede war von 1819 bis 1974 (bis 1832 unter dem Namen Kreis Eslohe) ein Kreis im Regierungsbezirk Arnsberg. Mit jenem gehörte er zunächst zur preußischen Provinz Westfalen und ab 1946 zu Nordrhein-Westfalen. Der Kreis hieß von 1953 bis 1969 Landkreis Meschede. Kreisstadt war Meschede, nachdem der Sitz des Kreises bereits 1819 von Eslohe nach Meschede verlegt worden war.

## Geographie

### Lage
Der Kreis lag im mittleren Osten des Sauerlandes.

### Nachbarkreise
Der Kreis Meschede grenzte 1974 im Uhrzeigersinn im Nordwesten beginnend an die Kreise Arnsberg, Lippstadt, Brilon, Wittgenstein und Olpe. Bis zum 30. Juni 1969 grenzte er zudem an den damaligen Landkreis Lüdenscheid, der ein halbes Jahr vorher aus dem Landkreis Altena hervorgegangen war.

## Geschichte
Im Jahr 1817 wurde der Regierungsbezirk Arnsberg in Kreise gegliedert. Zum dabei gebildeten Kreis Medebach gehörte auch das ehemalige Oberamt Fredeburg im Westen. Da von dort die Kreisstadt an der Ostgrenze besonders im Winter nur schlecht zu erreichen war und es deswegen wiederholte Beschwerden gab, kam es bereits 1819 zu größeren Umbildungen. Der Kreis Eslohe wurde neu gebildet, der Kreis Medebach auf die Kreise Brilon und Eslohe aufgeteilt und der Kreis Arnsberg stark verändert.
Zum 1. Januar 1819 wurden die Pfarreien Meschede, Eversberg, Velmede, Calle, Remblinghausen, Eslohe, Oedingen, Cobbenrode, Reiste, Schliprüthen, Wenholthausen, die im Amt Eslohe gelegenen Filialorte der Pfarrgemeinde Schönholthausen mit dem Westteil des Kreises Medebach zum neuen Kreis Eslohe zusammengeschlossen. Der Landrat Christian Adolf Wilhelm Pilgrim wurde von Medebach nach Eslohe versetzt.
Da der Landrat in Eslohe keine passenden Räumlichkeiten gefunden hat, wurde bereits im Dezember 1819 der Sitz des Kreises – zunächst vorläufig – vom zentraler gelegenen Eslohe nach Meschede verlegt. Am 2. September 1832 wurde „die Stadt Meschede nunmehr definitiv zum Kreis-Hauptorte bestimmt“ und der Kreis Eslohe in Kreis Meschede umbenannt.
Am 1. Januar 1832 wurden die Ortschaften Hohenwibbecke, Lenscheid, Saal und Wildewiese aus dem Kreis Eslohe in den Kreis Arnsberg eingegliedert.
Der Kreis Meschede war in den 1830er Jahren in die Bürgermeistereien  Eslohe, Eversberg, Fredeburg, Schmallenberg und Serkenrode sowie die Schultheißenbezirke Calle, Drasenbeck, Gellinghausen, Meschede, Remblinghausen und Stockhausen gegliedert. Im Rahmen der Einführung der Landgemeinde-Ordnung für die Provinz Westfalen wurde der Kreis 1843 in die Ämter Bödefeld, Eslohe, Eversberg, Fredeburg, Meschede, Schmallenberg und Serkenrode unterteilt. Bereits 1844 wurde das Amt Bödefeld wieder aufgelöst und in das Amt Fredeburg eingegliedert.
Zwischen 1844 und 1974 gab es folgende Änderungen in der Verwaltungsgliederung des Kreises:
- 1866 wurden die sieben neuen Gemeinden Berlar, Gevelinghausen, Halbeswig, Heringhausen, Nuttlar, Ostwig und Ramsbeck, die bis dahin zur Gemeinde Velmede gehörten, gebildet.[8]
- 1910 wurde Berlar nach Ramsbeck eingemeindet.[8]
- 1911 wurde das Amt Eversberg in Amt Bestwig umbenannt.[8]
- 1920 wurde aus Teilen von Grafschaft und Wormbach die neue Gemeinde Fleckenberg gebildet.[9]
- 1938 wurde Halbeswig nach Velmede eingemeindet.[8]
- 1969 wurden durch das Gesetz zur Neugliederung des Landkreises Olpe die Gemeinden Schliprüthen und Schönholthausen nach Finnentrop sowie Oedingen nach Lennestadt im Kreis Olpe eingemeindet. Das Amt Serkenrode wurde aufgelöst.

Am 1. Oktober 1969 wurde aus dem Landkreis der Kreis Meschede.
Durch das Sauerland/Paderborn-Gesetz wurde der Kreis Meschede mit Wirkung vom 1. Januar 1975 aufgelöst. Sein Gebiet wurde mit dem der Kreise Arnsberg und Brilon zum Hochsauerlandkreis zusammengeschlossen.

### Einwohnerentwicklung
| Jahr | Einwohner | Quelle |
| ---- | --------- | ------ |
| 1819 | 22.910    | [ 12 ] |
| 1832 | 24.523    | [ 4 ]  |
| 1871 | 33.627    | [ 13 ] |
| 1880 | 35.302    | [ 14 ] |
| 1900 | 38.134    | [ 14 ] |
| 1933 | 50.300    | [ 14 ] |
| 1939 | 52.911    | [ 14 ] |
| 1950 | 73.919    | [ 14 ] |
| 1961 | 78.643    | [ 11 ] |
| 1969 | 71.100    | [ 14 ] |
| 1970 | 69.724    | [ 11 ] |
| 1974 | 71.913    |        |

## Politik

### Ergebnisse der Kreistagswahlen ab 1946
In der Liste werden nur Parteien und Wählergemeinschaften aufgeführt, die mindestens zwei Prozent der Stimmen bei der jeweiligen Wahl erhalten haben.
Stimmenanteile der Parteien in Prozent
| Jahr | CDU  | SPD  | FDP  | DZP  | KPD |
| ---- | ---- | ---- | ---- | ---- | --- |
| 1946 | 75,6 | 21,6 |      |      | 2,8 |
| 1948 | 57,2 | 23,8 | 00,8 | 11,5 | 2,9 |
| 1952 | 59,9 | 23,4 | 11,1 | 04,0 |     |
| 1956 | 63,1 | 24,6 | 12,3 |      |     |
| 1961 | 67,2 | 21,8 | 11,0 |      |     |
| 1964 | 65,6 | 25,6 | 07,8 |      |     |
| 1969 | 62,0 | 30,1 | 06,9 |      |     |

Bei der Wahl im Jahr 1948 erreichten unabhängige Kandidaten 3,8 % der gültigen Stimmen.

### Landräte
- 1819–183300Christian Adolf Wilhelm Pilgrim (bis Dezember 1819 in Eslohe, 1832 Umbenennung des Kreises)
- 1835–183900Clemens August von Westphalen zu Fürstenberg
- 1839–185300Friedrich Boese
- 1854–187800Johannes Franz August von Devivere
- 1878–189700Markus Hammer
- 1897–192600Meinulf von Mallinckrodt
- 1926–193300Otto Werra
- 19330000000Ludwig Runte (vertretungsweise)
- 19340000000Theodor van de Sandt (vertretungsweise)
- 1934–193600Georg Bald
- 1936–193900Wilhelm Behr
- 1939–194200Hermann Heimhardt
- 1942–194500Walter Schlüter
- 1945–194600Kaspar Ebel
- 19460000000Walter Paul
- 1946–196100Hans Gabriel
- 1961–196900Friedrich Geiecke
- 1969–197400Otto Entrup

### Oberkreisdirektoren
- Jakob Kloos (1946)
- Wilhelm Ammermann (1946–1964)
- Klaus Siebenkotten (1964–1971)
- Joachim Barbonus (1971–1974)

## Ämter und Gemeinden
1. Amt Eslohe
  1. Cobbenrode
  2. Eslohe
  3. Reiste
  4. Wenholthausen
2. Amt Bestwig (bis 1910 Amt Eversberg)
  1. Berlar (1866–1910)
  2. Eversberg, Stadt
  3. Gevelinghausen (ab 1866)
  4. Halbeswig (1866–1938)
  5. Heringhausen (ab 1866)
  6. Nuttlar (ab 1866)
  7. Ostwig (ab 1866)
  8. Ramsbeck (ab 1866)
  9. Velmede
3. Amt Fredeburg
  1. Berghausen
  2. Freiheit Bödefeld
  3. Bödefeld-Land
  4. Dorlar
  5. Fredeburg, Stadt
  6. Rarbach
4. Amt Meschede
  1. Calle
  2. Meschede, Stadt
  3. Meschede-Land
  4. Remblinghausen
5. Amt Schmallenberg
  1. Fleckenberg (ab 1920)
  2. Grafschaft
  3. Oberkirchen
  4. Schmallenberg, Stadt
  5. Wormbach
6. Amt Serkenrode (bis 1969)
  1. Oedingen (bis 1969)
  2. Schliprüthen (bis 1969)
  3. Schönholthausen (bis 1969)

## Kfz-Kennzeichen
Am 1. Juli 1956 wurde dem damaligen Landkreis bei der Einführung der bis heute gültigen Kfz-Kennzeichen das Unterscheidungszeichen MES zugewiesen. Nach der Bildung des neuen Hochsauerlandkreises wurde es dort bis zum 11. Februar 1979 ausgegeben.